# 双河镇 (资中县)
双河镇，是中华人民共和国四川省内江市资中县下辖的一个乡镇级行政单位。2019年12月，撤销宋家镇，将其所属行政区域划归双河镇管辖。

## 行政区划
双河镇下辖以下地区：
双河场社区、石家冲社区、河堰口村、水口庙村、安木店村、葫芦寺村、长堰塘村、长山岭村、猴子店村、上马门村、董家堰村、向家扁村、金峰寺村、甘家坳村、雁家嘴村、菩提寺村、天宫堂村、吕家冲村、永福庵村和芦茅冲村。